# Push-Pull-Strategie

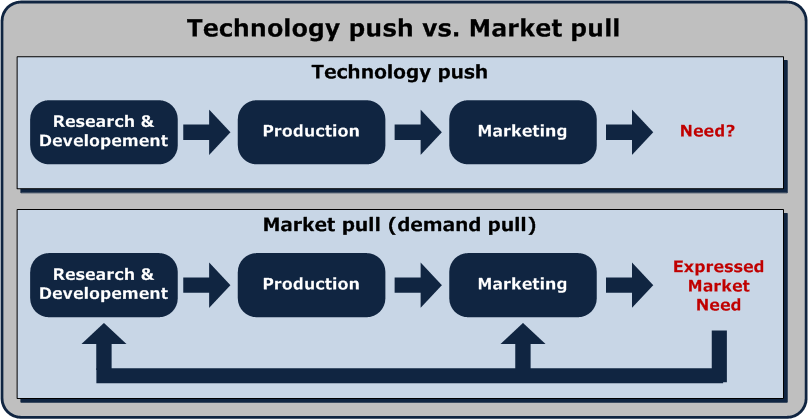
Push-Pull-Strategie

Die beiden betriebswirtschaftlichen Begriffe push und pull stammen aus dem Bereich der Logistik (vgl. auch Pull-Prinzip im Lean Management) sowie des Supply-Chain-Managements, lassen sich aber auch weitläufig in verschiedenen Teilbereichen des Marketings finden. Im Bereich des Marketings werden darunter zwei gegensätzliche Strategien verstanden, Güter an einem Markt abzusetzen. Unter bestimmten Voraussetzungen können beide Strategien miteinander kombiniert werden. Ein optimaler Push-Pull-Mix hängt vom Produkttyp, der Kundenerfahrung, der Länge des Distributionskanals und der Verfügbarkeit von Medien ab.

## Marketing

### Push-Strategie
Eine Push-Strategie wird eingesetzt, wenn ein Gut dem Konsumenten unbekannt ist und der Nutzen, den dieses Gut stiftet, signalisiert werden muss. Ein Beispiel hierfür wäre ein neues Parfum. Der Konsument weiß nicht im Voraus, welches Parfum er bevorzugt, sondern kann erst eine Entscheidung treffen, wenn er vorab über Informationen wie beispielsweise Geruchsproben verfügt. Unternehmen versuchen, Informationsasymmetrien durch Signaling, also Werbung und weitere Maßnahmen in der Verkaufsförderung (z. B. Einsatz von Verkaufsdisplays), zu reduzieren. Bei Push-Strategien besteht beim Konsumenten ein latentes Bedürfnis, welches durch Marketingmaßnahmen – beispielsweise aggressive Preispolitik oder Personal Selling – in ein bewusstes Bedürfnis beziehungsweise in Bedarf (kaufkräftige Nachfrage) umgewandelt werden kann. Ein weiteres Beispiel für eine Push-Strategie aus dem Bereich der Werbung sind Postwurfsendungen. Der Konsument erhält vom Unternehmen Informationen oder Leistungen (Kauf auf Probe), ohne dass vorher ein offenes Bedürfnis besteht. Neue Produkte in einem bestehenden Markt sowie besonders erklärungsbedürftige Güter (z. B. Investitionsgüter) werden ebenfalls mit Push-Strategien eingeführt. Auch bei langen Vertriebskanälen werden bei fehlender Markenbekanntheit Push-Strategien genutzt, indem man sich in Form von Verkaufsförderung über den Handel an die Konsumenten wendet.

### Pull-Strategie
Bei der Pull-Strategie versucht das Unternehmen durch das Screening, sein Angebot nach der Nachfrage des Konsumenten strategisch auszurichten. Die Pull-Strategie zielt dabei auf den Verbraucher ab, der ein Produkt kaufen soll. Der Hersteller baut ein Image und Bekanntheitsgrad auf und übt durch den Verbraucher Druck auf den Handel aus, indem der Kunde nach dem Produkt fragt. Der Handel ist dann gezwungen, dieses Produkt bei entsprechender Nachfrage in seinem Sortiment zu führen. Marketingmaßnahmen, die den Handel zum Verkauf der Ware bringen sollen, werden nur nachrangig oder gar nicht eingesetzt. Von Pull-Strategie wird in diesem Zusammenhang auch gesprochen, wenn die Produkte über Massenmedien beworben (sogenannter medialer Vorverkauf) und dadurch aktiv vom Kunden im Handel nachgefragt werden. Meist können nur größere Unternehmen es sich leisten, nach der Pull-Strategie zu agieren, indem sie erhebliche Beträge in Branding investieren und so beim Verbraucher eine Nachfrage nach ihren Produkten schaffen; diese wirkt dann wie ein Sog auf das Produkt im Vertriebssystem.